# Сењак
Сењак је насеље у Београду, богато амбасадама и дипломатским резиденцијама. Припада општини Савски Венац.

## Историја и етимологија
Пре него што је постао занимљив вишим класама Београда, Сењак је био одлично природно место за осматрање. Пошто су пољопривредници држали сено по целом Београду, често је долазило до пожара, па је зато било наређено да се све сено држи на једном месту, а за ту намену је изабран простор данашњег Сењака — по чему је Сењак и добио име. Сењак је у прошлости припадао општини Топчидерско Брдо, која се 1957. године спојила са општином Западни Врачар (од чега је настала општина Савски Венац).
Прва трамвајска линија у Београду саобраћала је на линији Калемегдан — Сењак.

## Географија
Сењак се налази 7-8 km југозападно од центра града Београда.

## Знаменитости
Сењак је био популарно место за становање у уметничком свету Београда, београдски Монмартр, где су, поред осталих, становали: Тома и Мара Росандић, Петар и Вера Лубарда, Исидора Секулић, Веселин Чајкановић, Зора Петровић...
- Музеј афричке уметности
- Музеј Томе Росандића[1]
- Легат Атеље Петра Лубарде[2]
- Кућа краља Петра I Карађорђевића[3]
- Веспа музеј[4]
- Архив Југославије
- Зграде Државне штампарије архитекте Драгише Брашована саграђене 1934-1941. (Зграда БИГЗ-а)
- Кафана Лепи изглед, једна од најстаријих кафана у Београду[5]
- Манифестација културе Исидора нас слуша која траје од 2009. године[6] и одржава се у Кући краља Петра I; ова манифестација културе је трибинског карактера и подразумева књижевне сусрете са најзначајнијим актуелним књижевним ствараоцима, ауторке Лауре Барне, која је и житељка Сењака.
- Пијаца на Сењаку, једна од најстаријих београдских пијаца
- Француска школа

## Природа
Два државно заштићена стабла хималајског белог бора, пореклом из Авганистана и Хималаја. Засађене су 1929. године, у дворишту породице научника Милутина Миланковића, у улици Жанке Стокић.
Два дела Сењака су класификована као шуме: шума Графичар и Рајсова Падина.

## Будући планови
Зграда БИГЗ-а се тренутно реновира, где ће фасада и интеријер бити промењени у модернији стил. Горан Весић је изјавио да ће Сењак, или околина овог краја, добити споменик јунацима са Мојковца.